# Trg, Koroška
Trg (nemško Feldkirchen in Kärnten) je naselje v Občini Trg v Okraju Trg na Koroškem v Avstriji.